# Jacob Kiplimo
Jacob Kiplimo (Kween, 14 de noviembre de 2000) es un deportista ugandés que compite en atletismo, especialista en las carreras de fondo y de campo a través. Sus medio hermanos Victor y Oscar compiten en el mismo deporte.
Participó en tres Juegos Olímpicos de Verano, entre los años 2016 y 2024, obteniendo una medalla de bronce en Tokio 2020, en la prueba de 10 000 m, y el octavo lugar en París 2024, en la misma prueba.
Ganó una medalla de bronce en el Campeonato Mundial de Atletismo de 2022 y dos medallas en el Campeonato Mundial de Media Maratón de 2020. Obtuvo cinco medallas en el Campeonato Mundial de Campo a Través, entre los años 2019 y 2024.
En febrero de 2025 batió el récord mundial de la media maratón (56:42).

## Palmarés internacional
| Juegos Olímpicos                    | Juegos Olímpicos        | Juegos Olímpicos  | Juegos Olímpicos |
| Año                                 | Lugar                   | Medalla           | Prueba           |
| ----------------------------------- | ----------------------- | ----------------- | ---------------- |
| 2020                                | Tokio (Japón)           | Medalla de bronce | 10 000 m         |
| Campeonato Mundial                  |                         |                   |                  |
| Año                                 | Lugar                   | Medalla           | Prueba           |
| 2022                                | Eugene (Estados Unidos) | Medalla de bronce | 10 000 m         |
| Campeonato Mundial de Media Maratón |                         |                   |                  |
| Año                                 | Lugar                   | Medalla           | Prueba           |
| 2020                                | Gdynia (Polonia)        | Medalla de oro    | Individual       |
| 2020                                | Gdynia (Polonia)        | Medalla de bronce | Equipo           |

| Campeonato Mundial | Campeonato Mundial   | Campeonato Mundial | Campeonato Mundial |
| Año                | Lugar                | Medalla            | Prueba             |
| ------------------ | -------------------- | ------------------ | ------------------ |
| 2019               | Aarhus (Dinamarca)   | Medalla de oro     | Equipo             |
| 2019               | Aarhus (Dinamarca)   | Medalla de plata   | Individual         |
| 2023               | Bathurst (Australia) | Medalla de oro     | Individual         |
| 2023               | Bathurst (Australia) | Medalla de bronce  | Equipo             |
| 2024               | Belgrado (Serbia)    | Medalla de oro     | Individual         |
| 2024               | Belgrado (Serbia)    | Medalla de plata   | Equipo             |